# Herdmania fimbriae
Herdmania fimbriae är en sjöpungsart som beskrevs av Kott 2002. Herdmania fimbriae ingår i släktet Herdmania och familjen lädermantlade sjöpungar. Inga underarter finns listade i Catalogue of Life.